# Sonate K. 103
La sonate K. 103 (F.61/L.233) en sol majeur est une œuvre pour clavier du compositeur italien Domenico Scarlatti.

## Présentation
La sonate K. 103, en sol majeur, est notée Allegrissimo.

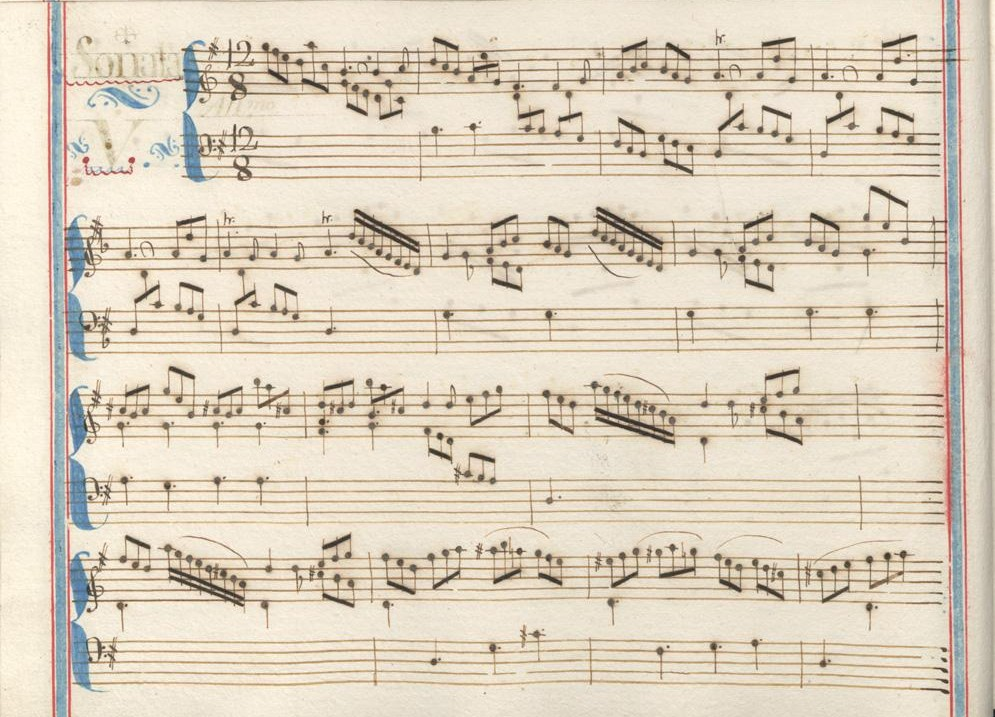
Début de la sonate, extraite du volume XV du manuscrit de Venise.

## Manuscrit
L'unique manuscrit est le numéro 5 du volume XV de Venise (1749), copié pour Maria Barbara.

## Interprètes
La sonate K. 103 est défendue au piano, notamment par Anne Queffélec (2014, Mirare) ; au clavecin par Scott Ross (1985, Erato), Richard Lester (2005, Nimbus, vol. 6), Pieter-Jan Belder (Brilliant Classics, vol. 3) et Francesco Cera (2009, Brilliant Classics).

## Sources
: document utilisé comme source pour la rédaction de cet article.
- Ralph Kirkpatrick (trad. de l'anglais par Dennis Collins), Domenico Scarlatti, Paris, Lattès, coll. « Musique et Musiciens », 1982 (1re éd. 1953 (en)), 493 p. (ISBN 978-2-7096-0118-4, OCLC 954954205, BNF 34689181).
- Alain de Chambure, « Domenico Scarlatti : Intégrale des sonates — Scott Ross », Erato (2564-62092-2), 1985 (OCLC 891183737) .